# Irène Ange
Irène Ange, née vers 1181 à Constantinople et morte le 27 août 1208 au château de Hohenstaufen, est une princesse byzantine. Elle devient reine de Germanie de 1198 à 1208 par son mariage avec Philippe de Souabe.

## Biographie
Elle est l'une des filles d'Isaac II Ange († 1204) qui après l'assassinat de l'empereur Andronic Ier en 1185 monte sur le trône de l'Empire byzantin. En 1193, Irène épouse en premières noces le duc Roger d'Apulie, fils du roi normand Tancrède de Sicile. Tourmenté par les forces de l'empereur Henri VI dans le conflit sur le patrimoine de son épouse Constance de Sicile, Tancrède a tenté un rapprochement avec l'Empire byzantin, demandant la main de la fille d'Isaac Ange pour son jeune fils Roger qui toutefois meurt la même année. La mort de Tancrède peu après en 1194 livre son royaume de Sicile au souverain du Saint-Empire et met fin au règne la dynastie normande.
Irène se remarie en 1197 avec Philippe de Souabe, frère cadet de Henri VI. Le père décédé de Philippe et Henri, Frédéric Barberousse, avait déjà négocié avec Isaac II Ange durant la troisième croisade ; le mariage de Philippe et Irène a été arrangé par Henri VI en vue de consolider les liens entre les deux empires. Parmi les sept enfants du couple, quatre filles parviennent à l'âge adulte :
- Béatrice (1198-1212), mariée en 1212 à l’empereur Otton IV de Brunswick (1176 ou 1177-1218), elle meurt quelques semaines après son mariage[2] ;
- Cunégonde (1200-1248), mariée en 1224 au roi Venceslas Ier de Bohême (1205-1253)[3] ;
- Marie (1201-1235), mariée en 1215 au duc Henri II de Brabant (1207-1248)[3] ;
- Élisabeth, puis appelée Béatrice la Jeune après la mort de sa sœur aînée (1202-1235), mariée en 1219 au roi Ferdinand III de Castille (1199-1252)[3].

Son mari hérite du duché de Souabe à la mort de son frère Conrad II de Souabe en 1196 et, après la mort de son autre frère l'empereur Henri VI le 20 septembre 1197, essaye d'assurer le trône de Germanie pour la maison de Hohenstaufen et son neveu mineur Frédéric II. En compétition avec Otton IV de Brunswick, il est élu roi des Romains le 8 mars 1198 à Mühlhausen en Thuringe. Irène participait à son couronnement à la cathédrale de Mayence ; toutefois, le pape Innocent III soutient son concurrent Othon IV, et Philippe n'est pas sacré empereur.

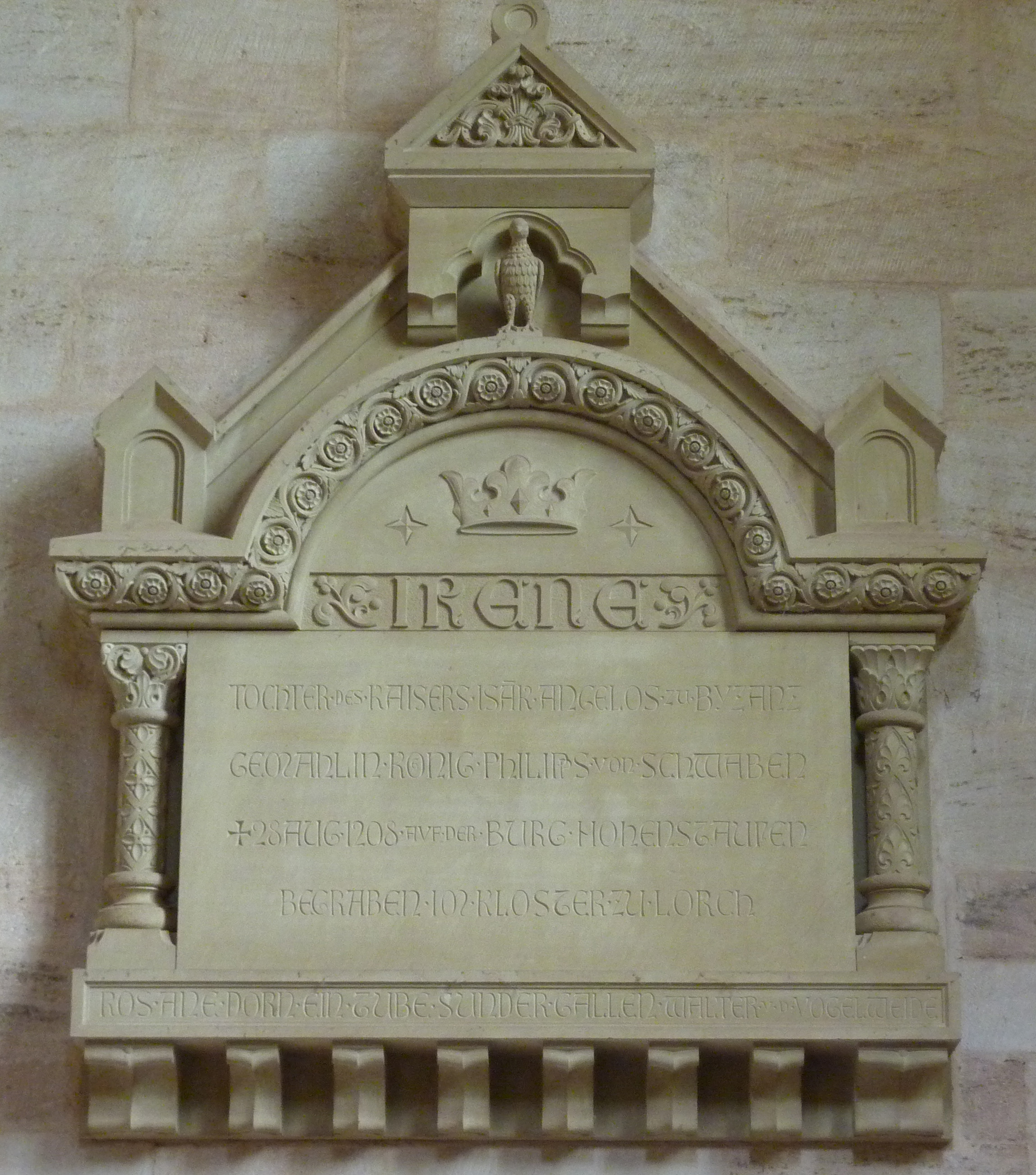
Mémorial d'Irène à la collégiale de Lorch (1898).

Pendant plusieurs années, les deux rivaux se livrent une bataille vicieuse pour le pouvoir qui a trouvé une fin abrupte à la suite de l'assassinat de Philippe par le comte palatin Othon VIII de Wittelsbach le 21 juin 1208 à Bamberg. Sa veuve Irène, en fin de grossesse, a fui au château de Hohenstaufen où elle meurt quelques semaines plus tard, après avoir mis au monde son septième enfant, une fille qui ne survit pas. Irène fut enterrée dans la crypte des Hohenstaufen à l'abbaye de Lorch. Dépeignant la reine, le poète contemporain Walther von der Vogelweide, un partisan de Philippe de Souabe, écrivait d'une « rose sans épines, la colombe sans artifice ».